# ۸۸۸ (قمری)
۸۸۸ (قمری)، هشتصد و هشتاد و هشتمین سال در گاهشماری هجری قمری است. اول محرم این سال برابر با هجدهم فوریه سال ۱۴۸۳ میلادی است.